# Skolkenjaure
Skolkenjaure är en sjö i Krokoms kommun i Jämtland och ingår i Indalsälvens huvudavrinningsområde. Sjön har en area på 2,28 kvadratkilometer och ligger 786,4 meter över havet. Sjön avvattnas av vattendraget Övre Oldån (Korsvattenån). Vid provfiske har röding fångats i sjön.

## Delavrinningsområde
Skolkenjaure ingår i det delavrinningsområde (709112-138410) som SMHI kallar för Utloppet av Skolkenjaure. Medelhöjden är 896 meter över havet och ytan är 17,43 kvadratkilometer. Räknas de 4 avrinningsområdena uppströms in blir den ackumulerade arean 23,34 kvadratkilometer. Övre Oldån (Korsvattenån) som avvattnar avrinningsområdet har biflödesordning 3, vilket innebär att vattnet flödar genom totalt 3 vattendrag innan det når havet efter 305 kilometer. Avrinningsområdet består mestadels av kalfjäll (86 procent). Avrinningsområdet har 2,4 kvadratkilometer vattenytor vilket ger det en sjöprocent på 13,7 procent.